# 雙魚座II (矮星系)
雙魚座II（Psc II）是坐落在雙魚座的一個矮橢球星系，於2010年從史隆數位巡天的觀測資料中發現。這個星系與太陽的距離大約是18萬秒差距。它的類型是矮橢球星系（dsph），意思是它有著拉長的形狀，半光度半徑大約是60秒差距，長軸與短軸的比率是5：3。
雙魚座II是銀河系最小和最黯淡的衛星星系之一，它的綜合光度大約是太陽的10,000（絕對星等大約 -5），等同於球狀星團的平均光度。雙魚座II的主要恆星族群是由100-120億年前形成的古老恆星組成。這些古老恆星的金屬量低於−2.3 < [Fe/H] < −1.7，這意味著其質量中由"重金屬"所占的比率，不超過太陽相對應百分比的1/80。
在2016年，後續對飛馬座III的工作顯著的表明，它比較靠近雙魚座II（大約在43,000秒差距以內），並且在標準銀河靜止框架中共享相似的徑向速度（註：這與本地靜止標準，LSR不同）。這表明這兩個衛星星系實際上可能相互有所關聯，然而這還需要光譜學的測量來進一步的證實這一點。

## 註解
1. ↑  在天文學和物理宇宙學中，不同於物理與與其它科學，是指氫與氦之外，其它所有的元素

## 進階讀物
- Sand, David J; Strader, Jay; Willman, Beth; Zaritsky, Dennis; McLeod, Brian; Caldwell, Nelson; Seth, Anil; Olszewski, Edward. . The Astrophysical Journal. 2012, 756: 79. Bibcode:2012ApJ...756...79S. arXiv:1111.6608 . doi:10.1088/0004-637X/756/1/79.